# Захаров переулок
Заха́ров переулок — переулок в Приморском районе Санкт-Петербурга. Проходит от Новоорловской улицы до Ново-Орловского лесопарка. Застроен деревянными домами.

## История
Название возникло в 1920-х годах. 12 ноября 1962 года название было упразднено, а 5 июня 2001 года восстановлено. Фактически, на западе переулок упирается в Ново-Орловский лесопарк.

## Транспорт
Ближайшая станция метро — «Озерки». В 100 метрах западнее переулка находится станция Шувалово Октябрьской железной дороги. У перекрёстка переулка с Новоорловской улицей есть остановка автобуса № 38 «Ст. Шувалово».

## Пересечения
- Новоалександровская улица
- Новоорловская улица